# Tholus

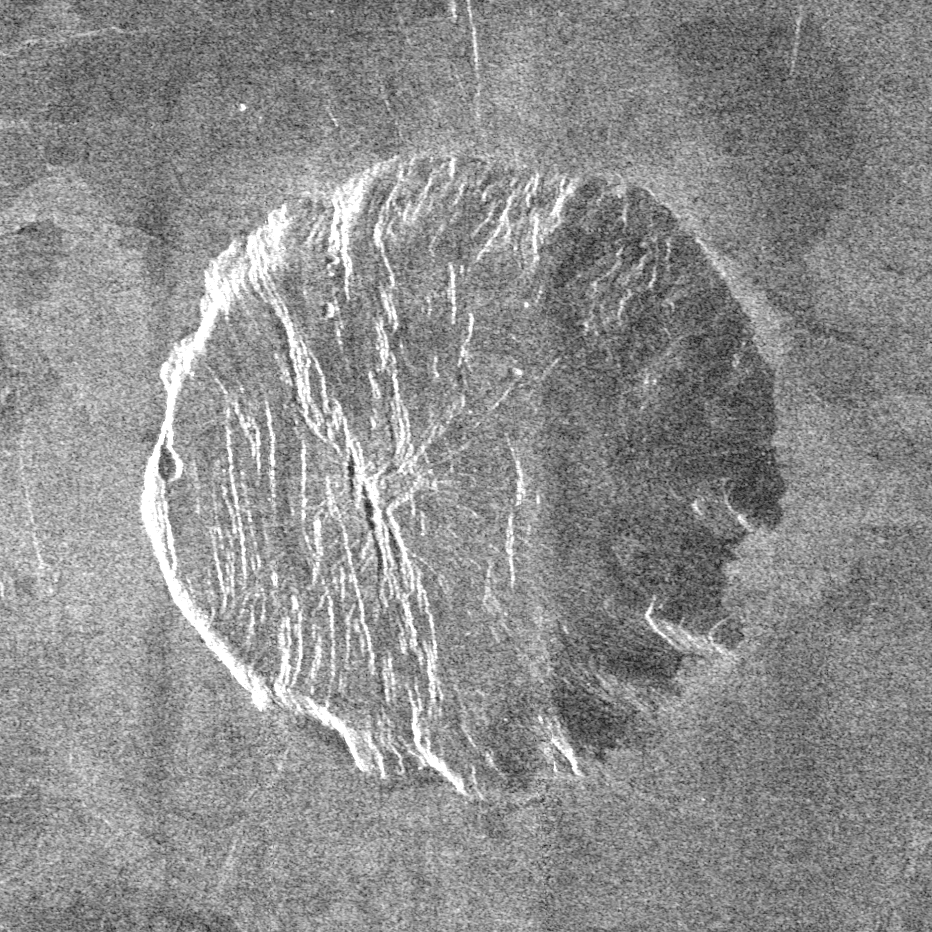
Nertus Tholus auf der Venus

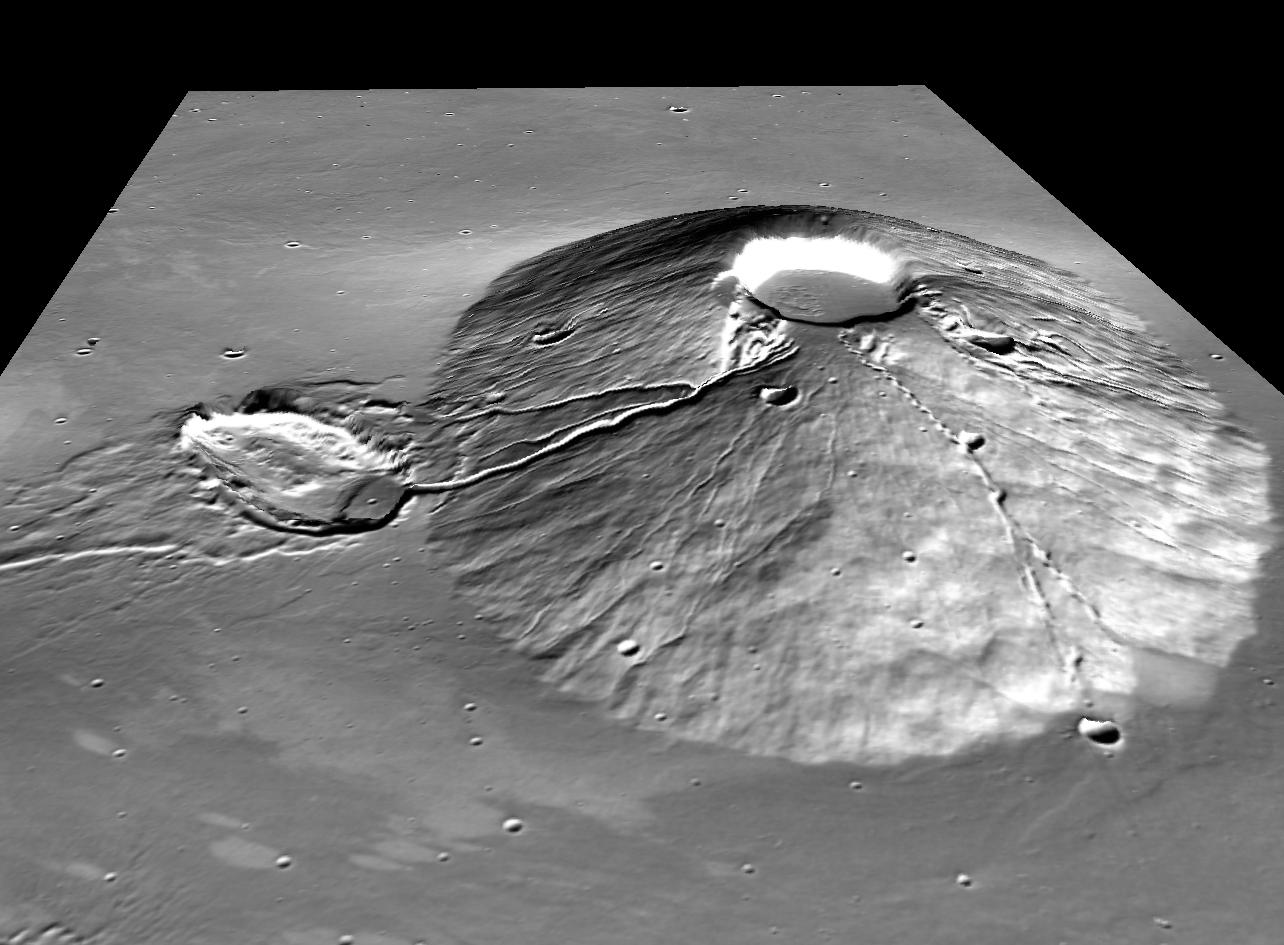
Ceraunius Tholus auf dem Mars

Tholus (lateinisch, von griechisch θόλος tholos) ist in der Astrogeologie gemäß der planetaren Nomenklatur der Gattungsname für kleine domartige Berge oder Anhöhen als vulkanische Kuppeln auf Himmelskörpern. Die Bezeichnung ist abgeleitet von griechisch tholos für ein rundes Gebäude mit Kuppeldach im antiken Griechenland.
Tholi wurden benannt auf (Stand März 2018, in Klammern die jeweilige Anzahl):
- terrestrischen Planeten
  - Venus (57)
  - Mars (22), darunter z. B.
    - Albor Tholus
    - Ceraunius Tholus
    - Hecates Tholus
    - Jovis Tholus
    - Tharsis Tholus
    - Uranius Tholus
    - Zephyria Tholus
- Kleinplaneten
  - Ceres (7)
  - Vesta (3)
- dem Jupitermond Io (3).